# (4532) Copland
(4532) Copland (1985 GM1) – planetoida z grupy pasa głównego asteroid okrążająca Słońce w ciągu 5,18 lat w średniej odległości 2,99 j.a. Odkryta 15 kwietnia 1985 roku.